# Ctenus tarsalis
Ctenus tarsalis là một loài nhện trong họ Ctenidae.
Loài này thuộc chi Ctenus. Ctenus tarsalis được Frederick Octavius Pickard-Cambridge miêu tả năm 1902.